# Agent Orange (együttes)
Az Agent Orange amerikai hardcore punk zenekar. Jelenleg három taggal rendelkeznek: Mike Palm-mal, Perry Giordano-val és Dave Klein-nal. 1979-ben alakultak meg a kaliforniai Placentia-ban. Nevüket a vietnámi háború idején bevetett ugyanilyen nevű vegyszerről kapták. A 70-es évek vége felé gombamódra elkezdtek szaporodni Kaliforniában a hardcore punk együttesek, közéjük tartozik az Agent Orange is. Ezek az együttesek mára már kultikus zenekaroknak számítanak. A zenekar egyik volt tagja, Steve Soto, 2018-ban elhunyt, 54 éves korában.

## Diszkográfia

### Stúdióalbumok
- Living in Darkness (1981)
- This is the Voice (1986)
- Virtually Indestructible (1996)